# Pernille Højmark
Pernille Højmark, född 21 maj 1960 i Köpenhamn, är en dansk skådespelare, författare och sångerska. 
Højmark utexaminerades från Aarhus Teaters elevskola 1983, och scendebuterade samma år vid Gladsaxe Teater i föreställningen Plys og plastik. De första åren som skådespelare var hon huvudsakligen verksam vid olika teatrar. 1988 blev hon medlem i gruppen Sweethearts som släppe en CD samma år. 1993 kom hennes första bok Sande løgne. Som skådespelare blev hon mer och mer uppmärksammad och 1994 fick hon flera erjudanden om roller i Dansk TV och film.
Hon tilldelades en Bodil för bästa kvinnliga biroll men det stora genombrottet kom i TV-serien Taxa 1998.

## Filmografi
- 1991 – Drengene fra Sankt Petri
- 1993 – Svart höst
- 1996 – Tøsepiger
- 1999 – Seth
- 2001 – En kort, en lang
- 2003 – Zafir
- 2004 – Villa Paranoia
- 2004–2007 – Krönikan (TV-serie)
- 1988 – Himmel og helvede